# Дужевка
Ду́жевка (бел. Ду́жаўка) — агрогородок в составе Антоновского сельсовета Чаусского района Могилёвской области Белоруссии. Расположен в 21 км от города Чаусы, в 69 км от Могилёва, в 16 км от железнодорожной станции Чаусы. Население — 234 человека (на 1 января 2019 года).

## История
В 1858 году деревня состояла из 10 дворов и корчмы. В 1880 году 50 дворов, 306 жителей в Долгомохской волости Быховского повета. Население занималось земледелием и отходными промыслами. В 1897 году деревня имела 62 двора, 425 жителей. Появились школа грамоты, хлебный магазин, винная лавка, литейный дом. Рядом была деревня Дужевщина, которая позже стала окраиной Дужевки.
В 1909 году 82 двора, 528 жителей. В 1910 году школа грамоты стала земской.
В январе 1918 года установилась Советская власть. Создана трудовая школа I ступени. В 1925 году она насчитывала 80 учеников. В 1931 году были открыты детские ясли.
В 1929 году создан колхоз имени Ильича, который в 1932 году включал 53 хозяйства. С 1933 года колхоз обслуживала Чаусская МТС. В 1940 году в деревне проживало 342 жителя в 78 дворах.
Во время Великой Отечественной войны с августа 1941 года по 2 декабря 1943 года деревня оккупировали немецко-фашистские захватчики.
В декабре 1943 года они сожгли 72 двора, уничтожив 20 жителей. В двух братских могилах, что на западной окраине, было похоронено 1561 воин. В двух братских могилах в центре деревни захоронены 248 воинов 38-го стрелкового корпуса 50-й армии 2-го Белорусского фронта.
После восстановления Дужевки в 1971 году насчитывалось 94 двора, 275 жителей, средняя школа, клуб, библиотека, больница, аптека, отделение связи, 2 магазина.
В 2000 году средняя школа, детский сад, клуб, библиотека, амбулатория, отделение связи и сберегательного банка, автоматическая телефонная станция, магазин.
27 февраля 2009 года деревня получила статус агрогородка.

## Население

### Численность
- 2019 год — 234 человек

### Динамика
- 2007 год — 236 человек
- 2009 год — 273 человек
- 2019 год — 234 человек

## Достопримечательность
- Братская могила —  Историко-культурная ценность Республики Беларусь, шифр 513Д000550